# ذات الرئة المرتبط بالمنفسة
الالتهاب الرئوي المرتبط بجهاز التنفس الصناعي (بالإنجليزية: Ventilator-associated pneumonia)‏ (VAP) هو نوع من عدوى الرئة يحدث للأشخاص الذين يستخدمون أجهزة التنفس ذات التهوية الميكانيكية في المستشفيات. على هذا النحو، يؤثر الالتهاب الرئوي المرتبط بجهاز التنفس الصناعي عادةً على الأشخاص المصابين بأمراض خطيرة والموجودين في وحدة العناية المركزة (ICU) والذين وضعوا على جهاز التنفس الصناعي لمدة 48 ساعة على الأقل. الالتهاب الرئوي المرتبط بجهاز التنفس الصناعي هو مصدر رئيسي لزيادة المرض والوفاة. زاد الأشخاص الذين يعانون من الالتهاب الرئوي المرتبط بجهاز التنفس الصناعي من فترات الاستشفاء في وحدة العناية المركزة وكانت لديهم معدلات وفيات تصل إلى 20-30%. يختلف تشخيص الالتهاب الرئوي المرتبط بجهاز التنفس الصناعي بين المستشفيات ومقدمي الخدمات ولكنه يتطلب عادةً فحصًا جديدًا على الصدر بالأشعة السينية بالإضافة إلى عاملين آخرين أو أكثر. تشمل هذه العوامل درجات حرارة >38 درجة مئوية أو أقل من 36 درجة مئوية، وعدد خلايا الدم البيضاء >12×109/مل، وإفرازات قيحية من الشعب الهوائية في الرئة، و/أو انخفاض في تبادل الغازات.
وجدت عدوى مختلفة (أقل دراسة) عند الأشخاص الذين يخضعون للتهوية الميكانيكية هي التهاب الرغامى والقصبات الهوائية المرتبط بأجهزة التنفس الصناعي (VAT). كما هو الحال مع الالتهاب الرئوي المرتبط بجهاز التنفس الصناعي، يمكن لعدوى القصبة الهوائية أن تستعمر القصبة الهوائية وتنتقل إلى الشعب الهوائية. قد يكون (VAT) أحد عوامل خطر الالتهاب الرئوي المرتبط بجهاز التنفس الصناعي.

## العلامات والأعراض
غالبًا ما يخدر الأشخاص الذين يخضعون للتهوية الميكانيكية ونادرًا ما يكونون قادرين على التواصل. على هذا النحو، فإن العديد من الأعراض النموذجية للالتهاب الرئوي إما أن تكون غائبة أو لا يمكن الحصول عليها. أهم العلامات هي الحمى أو انخفاض درجة حرارة الجسم، وبلغم صديدي جديد، ونقص تأكسج الدم (انخفاض كميات الأكسجين في الدم). ومع ذلك، قد تكون هذه الأعراض متشابهة مع التهاب القصبات الهوائية.

## الأسباب

### عوامل الخطر
تشمل عوامل الخطر للالتهاب الرئوي المرتبط بجهاز التنفس الصناعي أمراض القلب أو الرئة الكامنة، والأمراض العصبية، والصدمات، بالإضافة إلى عوامل الخطر القابلة للتعديل مثل ما إذا كان رأس السرير مسطحًا (زيادة المخاطر) أو مرتفعًا، وما إذا كان المريض قد تعرض لحدث شفط قبل التنبيب، والتعرض المسبق للمضادات الحيوية. نتيجة للتنبيب، تقل أو تضعف العديد من دفاعات الجسم ضد العدوى؛ يمكن أن يؤدي هذا إلى قدرة الكائنات الحية الدقيقة على الدخول والتسبب في العدوى. المرضى الموجودون في وحدة العناية المركزة بسبب إصابات في الرأس أو أمراض عصبية خطيرة أخرى، بالإضافة إلى المرضى الموجودين في وحدة العناية المركزة لصدمات حادة أو اختراق، معرضون بشكل خاص لخطر الإصابة بالالتهاب الرئوي المرتبط بجهاز التنفس الصناعي. علاوة على ذلك، فإن المرضى الذين يدخلون المستشفى بسبب الصدمة الحادة هم أكثر عرضة للإصابة بالالتهاب الرئوي المرتبط بجهاز التنفس الصناعي مقارنةً بالمرضى الذين يعانون من صدمة مخترقة.
قد يكون التهاب القصبات الهوائية المرتبط بجهاز التنفس الصناعي أحد عوامل الخطر للالتهاب الرئوي المرتبط بجهاز التنفس الصناعي، على الرغم من عدم تقدم جميع حالات التهاب القصبات الهوائية إلى الالتهاب الرئوي المرتبط بجهاز التنفس الصناعي.
ربطت الدراسات الحديثة أيضًا بين صحة الفم العامة للمريض والتطور المحتمل للالتهاب الرئوي المرتبط بجهاز التنفس الصناعي؛ ما يشير إلى أن البكتيريا الموجودة في البلاك يمكن أن تهاجر إلى الجهاز التنفسي.

### علم الاحياء الدقيقة
تختلف الأحياء الدقيقة المسؤولة عن الالتهاب الرئوي المرتبط بجهاز التنفس الصناعي عن تلك الموجودة في الالتهاب الرئوي المكتسب من المجتمع الأكثر شيوعًا (CAP). على وجه الخصوص، تعد الفيروسات والفطريات أسبابًا غير شائعة لدى الأشخاص الذين لا يعانون من نقص المناعة الأساسي. على الرغم من أن أي كائن حي مجهري يسبب الـ CAP يمكن أن يسبب الالتهاب الرئوي المرتبط بجهاز التنفس الصناعي، إلا أن هناك العديد من البكتيريا التي تعتبر من الأسباب المهمة بشكل خاص للالتهاب الرئوي المرتبط بجهاز التنفس الصناعي بسبب مقاومتها للمضادات الحيوية الشائعة الاستخدام. يشار إلى هذه البكتيريا على أنها مقاومة للأدوية المتعددة (MDR).
- الزنجارية الرئوية هي البكتيريا الأكثر شيوعًا سالبة الجرام MDR التي تسبب الالتهاب الرئوي المصاحب لجهاز التنفس الصناعي. تتمتع هذه العصيات بمقاومة طبيعية للعديد من المضادات الحيوية ومن المعروف أنها تكتسب مقاومة لكل مضاد حيوي باستثناء البوليميكسين ب. تُكتسب المقاومة عادةً من خلال تنظيم أو تحور مجموعة متنوعة من مضخات التدفق التي تضخ المضادات الحيوية خارج الخلية. قد تحدث المقاومة أيضًا من خلال فقدان قناة بورين الغشاء الخارجي (OprD).
- تتمتع الكليبسيلا الرئوية بمقاومة طبيعية لبعض المضادات الحيوية بيتا لاكتام مثل الأمبيسلين. قد تنشأ مقاومة السيفالوسبورينات والأزترونام من خلال تحريض طيف بيتا لاكتاماز ممتد قائم على البلازميد (ESBL) أو إنزيم من نوع ampC القائم على البلازميد.
- تحتوي السيراتية الذابلة على جين ampC الذي يمكن تحفيزه عن طريق التعرض للمضادات الحيوية مثل السيفالوسبورينات. وبالتالي، قد تشير الحساسيات المزروعة في البداية إلى العلاج المناسب الذي يفشل بسبب الاستجابة البكتيرية.
- تحتوي البكتيريا المعوية كمجموعة أيضًا على جين ampC المحرض. قد تطور البكتيريا المعوية أيضًا مقاومة عن طريق اكتساب البلازميدات.
- يحتوي سيتروباكتر أيضًا على جين ampC محرض.
- غالبًا ما تستعمر جراثيم الذائفة المالتوزية الأشخاص الذين لديهم أنابيب القصبة الهوائية ولكن يمكن أن تسبب أيضًا الالتهاب الرئوي. غالبًا ما يكون مقاومًا لمجموعة واسعة من المضادات الحيوية ولكنه عادة ما يكون حساسًا للكوتريموكسازول.
- أصبحت البكتيريا الأسينية أكثر شيوعًا وقد تكون مقاومة للكاربابينيمات مثل الإيميبينيم والميروبينيم.
- الشريحة بيركهولدرية هو كائن حي مهم في الأشخاص المصابين بالتليف الكيسي وغالبًا ما يكون مقاومًا للمضادات الحيوية المتعددة
- المكورات العنقودية الذهبية المقاومة للميثيسيلين هي سبب متزايد للالتهاب الرئوي المصاحب لجهاز التنفس الصناعي. ما يصل إلى 50% من عزلات العنقوديات المذهبة في العناية المركزة تقاوم الميثيسيلين. يمنح جين mecA المقاومة.

أدى تطوير تقنيات التشخيص الجزيئي إلى تغيير مفهوم علم الأحياء الدقيقة للالتهاب الرئوي المصاحب لجهاز التنفس الصناعي، مع زيادة التقدير لدور البكتيريا التي يصعب استزراعها والتغيير في ميكروبيوم الرئة. أبرز اكتشاف حديث وجود الميكوبلازما في غسيل المرضى الذين يعانون من الالتهاب الرئوي المصاحب لجهاز التنفس الصناعي، وهو اكتشاف كان غائبًا إلى حد كبير عن المرضى الذين يخضعون للتهوية بدون الالتهاب الرئوي المصاحب لجهاز التنفس الصناعي والضوابط الصحية. أكثر أنواع الميكوبلازما التي تم تحديدها شيوعًا اللعاب الميكوبلازما، كانت قادرة على إضعاف الوظائف المضادة للبكتيريا للخلايا الوحيدة والضامة.

## الفيزيولوجيا المرضية
يعتقد الكثيرون أن الالتهاب الرئوي المصاحب لجهاز التنفس الصناعي يحدث في المقام الأول لأن أنبوب الرغامي أو فغر الرغامي يسمح بالمرور الحر للبكتيريا إلى الأجزاء السفلية من الرئة لدى الشخص الذي يعاني غالبًا من مشاكل في الرئة أو المناعة. تنتقل البكتيريا في قطرات صغيرة عبر الأنبوب الرغامي وحول الكفة. في كثير من الأحيان، تستعمر البكتيريا الأنبوب الرغامي أو أنبوب فغر القصبة الهوائية وتثبت في الرئتين مع كل نفس. يمكن أيضًا إدخال البكتيريا إلى الرئتين بإجراءات مثل الشفط العميق أو تنظير القصبات. الاحتمال الآخر هو أن البكتيريا موجودة بالفعل في المخاط المبطن لشجرة الشعب الهوائية، ويتم التحكم فيها من خلال الخط الأول من دفاعات الجسم. يؤدي العمل الهدبي للخلايا المبطنة للقصبة الهوائية إلى دفع المخاط بشكل أفضل، ما يؤدي إلى تراكم السوائل حول الكفة المنتفخة حيث يكون هناك القليل أو انعدام إمكانية إزالته من المجرى الهوائي. يمكن للبكتيريا بعد ذلك أن تستوطن بسهولة دون اضطراب ثم ترتفع بأعداد كافية لتصبح معدية. ترفع القطرات المدفوعة في تيار الهواء وإلى حقول الرئة من خلال مبدأ برنولي. هناك أيضًا حالة تسمى الضرر التأكسدي الذي يحدث عندما تتلامس تركيزات الأكسجين النقي مع الخلايا لفترة طويلة ما يؤدي إلى تلف أهداب الخلايا، وبالتالي تثبيط عملها كجزء من خط الدفاع الأول للجسم.
ما إذا كانت البكتيريا تنتقل أيضًا من الجيوب الأنفية أو المعدة إلى الرئتين؛ هو موضع خلاف (بحسب عام 2005). ومع ذلك، فانتشارها إلى الرئتين من مجرى الدم أو الأمعاء أمر غير شائع.
بمجرد دخولها إلى الرئتين، تستفيد البكتيريا من أي نقص في جهاز المناعة (مثل سوء التغذية أو العلاج الكيميائي) وتتكاثر. يُظهر المرضى الذين يعانون من الالتهاب الرئوي المصاحب لجهاز التنفس الصناعي ضعفًا في وظيفة الخلايا المناعية الرئيسية، بما في ذلك العدلات، في كل من الدم والحيز السنخي، مع هذا الضعف الذي تحركه الجزيئات المؤيدة للالتهابات مثل C5a. يبدو أن هذه العيوب في الوظيفة المناعية مرتبطة سببيًا بتطور الالتهاب الرئوي المصاحب لجهاز التنفس الصناعي، كما لوحظ قبل تطور العدوى السريرية. تؤدي مجموعة من الأضرار البكتيرية وعواقب الاستجابة المناعية إلى تعطيل تبادل الغازات مع الأعراض الناتجة.